# Trảng Bàng
Trảng Bàng ist ein Dorf in der Provinz Tây Ninh in Vietnam.

## Lage
Trảng Bàng liegt rund 25 km nordwestlich von Ho-Chi-Minh-Stadt. In der Stadt kreuzen die Nationalstraßen 6, 22, 782, 787 und 825. 

## Geschichte
Im Vietnamkrieg wurden am 8. Juni 1972 von der südvietnamesischen Armee – die mit in den USA hergestellten Skyraider ausgerüstet war – Napalm-Bomben über dem Dorf abgeworfen. Dabei entstand das Bild von Phan Thi Kim Phuc aus dem brennenden Dorf rennend und vor Schmerz schreiend, fotografiert von Nick Út (siehe The Terror of War).

## Wirtschaft
Die Stadt verfügt über mehrere große Industriegebiete.

## Söhne und Töchter der Stadt
- Phan Thị Kim Phúc, O.Ont (* 1963), Opfer des Vietnamkrieges

## Sonstiges
Es gibt dort auch ein bekanntes Essen namens Banh Canh Trang Bang, eine Brotsuppe mit Reismehlbrot, Fleisch, Fisch, Meeresfrüchten und Gemüse.